# Bataille de Fort Donelson
Guerre de Sécession
Batailles
Campagne de Shiloh
- Belmont
- Fort Henry
- Fort Donelson
- Shiloh
- Corinth

La bataille de Fort Donelson est une des plus importantes batailles de la guerre de Sécession. Elle se déroule entre le 12 février 1862 et le 16 février 1862, dans le comté de Stewart, Tennessee (États-Unis) et s'achève sur une victoire de l'armée de l'Union.
C'est la première victoire majeure nordiste du conflit. Après la vallée du Tennessee, ouverte par la chute du fort Henry, le 6 février, elle ouvre une seconde voie d'invasion vers le cœur de la Confédération, à commencer par la région de Nashville et ses industries.

## Contexte

### Contexte géographique
Situé dans l'État du Tennessee, à proximité de la frontière avec le Kentucky, Fort Donelson est un ouvrage édifié sur les rives de la rivière Cumberland.

### Contexte militaire

#### La situation en février 1862
Au début du conflit, le Tennessee a embrassé la cause sudiste. Au nord, son voisin le Kentucky a proclamé sa neutralité, vite violée par les deux belligérants. La ligne de défense sudiste s'étend de l'ouest, le fleuve Mississippi, à l'est, en suivant à peu près la frontière de l'État.
Les forces sudistes du Département de l'Ouest (Western Department), sous le commandement du major général Albert S. Johnston, sont réparties en plusieurs groupements pour observer les différentes armées nordistes susceptibles de tenter une invasion du Tennessee.
- À l'ouest, sur le Mississippi, une armée nordiste sous les ordres de Pope, pouvait attaquer Colombus, région défendue par P.G.T. Beauregard.
- À l'est, les troupes sudistes de William J. Hardee faisaient face à l'armée du major général Buell.
- Entre les deux, les rivières Tennessee et Cumberland, orientées sud-nord, offraient deux belles voies d'invasion vers le cœur de la Confédération. Fort Henry, qui défendait le passage du Tennessee, était tombé le 6 février 1862.

Le 7 février, Beauregard décide de renforcer Fort Donelson mais de faire reculer ses deux ailes pour mieux protéger Nashville.

#### Les objectifs nordistes

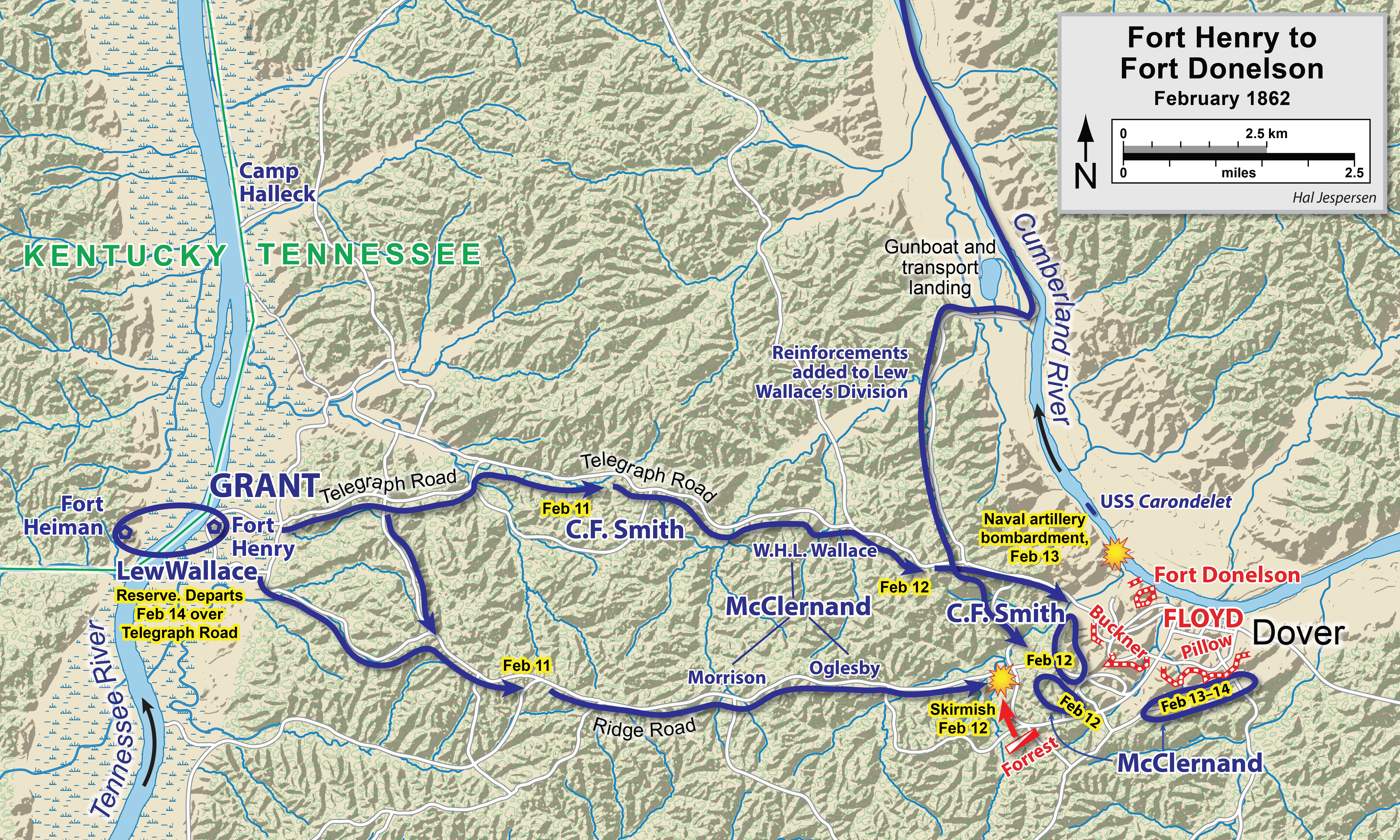
Mouvements des forces nordistes sur la Tennessee et la Cumberland.

Pour l'Union, après la prise de Fort Henry, la cible est Fort Donelson pour ouvrir la voie du Cumberland vers cette même ville de Nashville. C'est l'idée du général Grant. Mais son supérieur, le major général Henry W. Halleck juge l'entreprise risquée. Il préférerait la réunion des forces de Buell et de Grant pour mener l'assaut. Cependant, le premier tarde à agir quand le second annonce à son chef, le 6 février, qu'il va prendre Donelson le 8 puis revenir à Fort Henry.
Annonce optimiste puisque ce n'est que le 12 février que Grant se met en route.

## Forces en présence

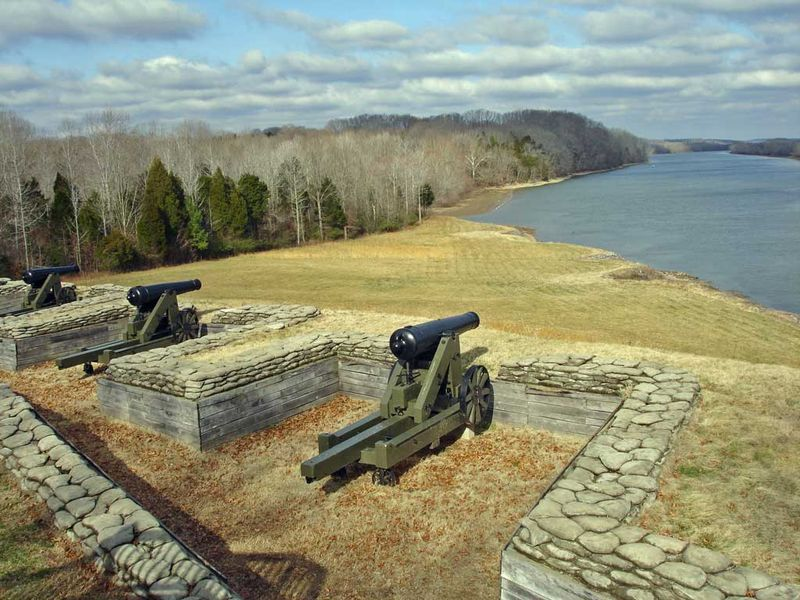
La batterie nord (batterie basse) de Fort Donelson. Elle surplombe la Cumberland. Cette portion de la rivière a été, de nos jours, transformée en lac artificiel par un barrage. Mais cela donne une bonne idée du niveau des eaux, en crue en février 1862.

### Forces de l'Union
Les forces nordistes, sous le commandement du général Ulysses Grant (futur président des États-Unis) sont composées de trois divisions d’infanterie et de l’escadre navale du Mississippi composée de quatre cuirassés fluviaux et trois canonnières à carapace en bois.

### Forces de la Confédération
Les forces sudistes sont composées de dix brigades, fortes d’environ 17 000 hommes, dont deux brigades issues de Fort Henry et une de cavalerie.
La cavalerie est aux ordres de Nathan Bedford Forrest, un des commandants de cavalerie sudiste les plus réputés.

### Fort Donelson
Le fort porte le nom du brigadier-général Daniel Smith Donelson qui, en 1861, avait choisi son emplacement et commencé sa construction.
Il s'élève sur la rive gauche de la rivière Cumberland, sur un promontoire haut d'une trentaine de mètres, ce qui lui offre les avantages, par rapport au Fort Henry, de ne pas être inondable et de pouvoir effectuer des tirs plongeants sur les cibles passant sur la rivière.
Deux batteries superposées commandent le passage. La première comprend trois obusiers de trente-deux livres et un « columbiad » de dix pouces ; l'autre, neuf canons de trente-deux livres et un canon rayé de 6,5 pouces. Le canon rayé et le « columbiad » ont une portée de tir plus importante que les trente-deux livres.
La protection du fort contre les attaques terrestres est assurée par des lignes de tranchées, des abattis et des batteries de canons de campagne.

## La bataille

### Préliminaires, 12-13 février

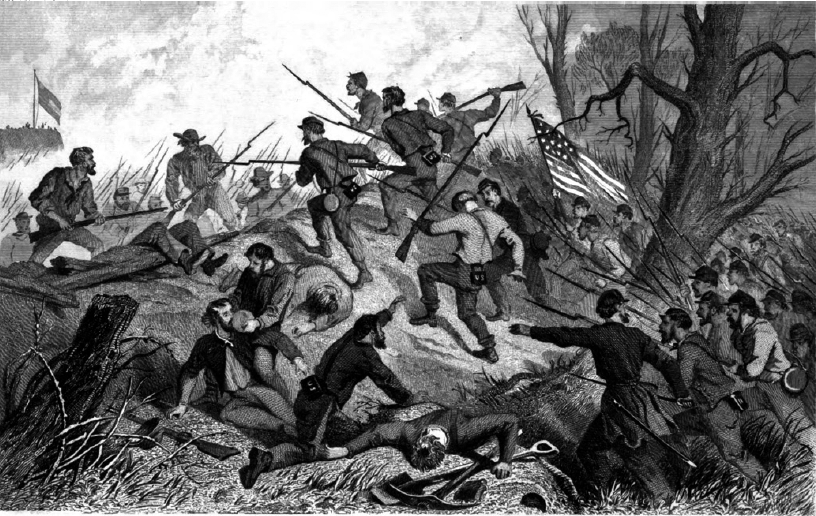
La charge des troupes de l'Iowa à Fort Donelson.

Grant et 15 000 hommes, huit batteries et les éléments d'un régiment de cavalerie, quittent Fort Henry pour gagner Fort Donelson. Les cuirassés fluviaux descendent la Tennessee pour gagner la Cumberland et participer à l'attaque. Ils doivent refouler les cavaliers de N.B. Forrest qui cherchent à les ralentir.
Dans l'après-midi du 12, les forces nordistes encerclent partiellement le fort. La division C. F. Smith se place à l'ouest et la division McClernand au sud. Le côté nord du fort n'est pas occupé, le torrent Hickman Creek étant un barrage jugé suffisant.
La division Wallace n'est pas encore sur place, ce qui fait que la division McClernand doit étirer son front mais ne parvient pas, par manque d'effectifs, à atteindre le ruisseau Lick Creek. Tous les cours d'eau de la région sont en crue.
Si les ordres de Grant sont de ne pas déclencher immédiatement un affrontement général, deux attaques sont tout de même menées ce jour.
La première est commandée par Smith qui lance deux de ses brigades contre la droite sudiste pour tester leurs défenses. Elle n'occasionne que peu de pertes.
Sur l'autre aile, McClernand lance trois régiments contre une batterie sudiste, au Bastion no 2. Ils sont repoussés.
La météo qui avait été, en ce mois de février, relativement clémente, se dégrade. Or, le beau temps avait incité des soldats nordistes à s'alléger, pendant la marche entre Fort Henry et Fort Donelson, en jetant manteaux et couvertures ou en les ayant laissés au Fort Henry. Bientôt le temps tourne à la tempête de neige avec des températures de −12 °C. Pendant la nuit du 13 au 14, une couche de 8 cm de neige vient recouvrir la région.
C'est pendant cette nuit qu'arrivent les cuirassés. Avec eux, douze bateaux de transport de troupes amènent la brigade Thayer.

### 14 février

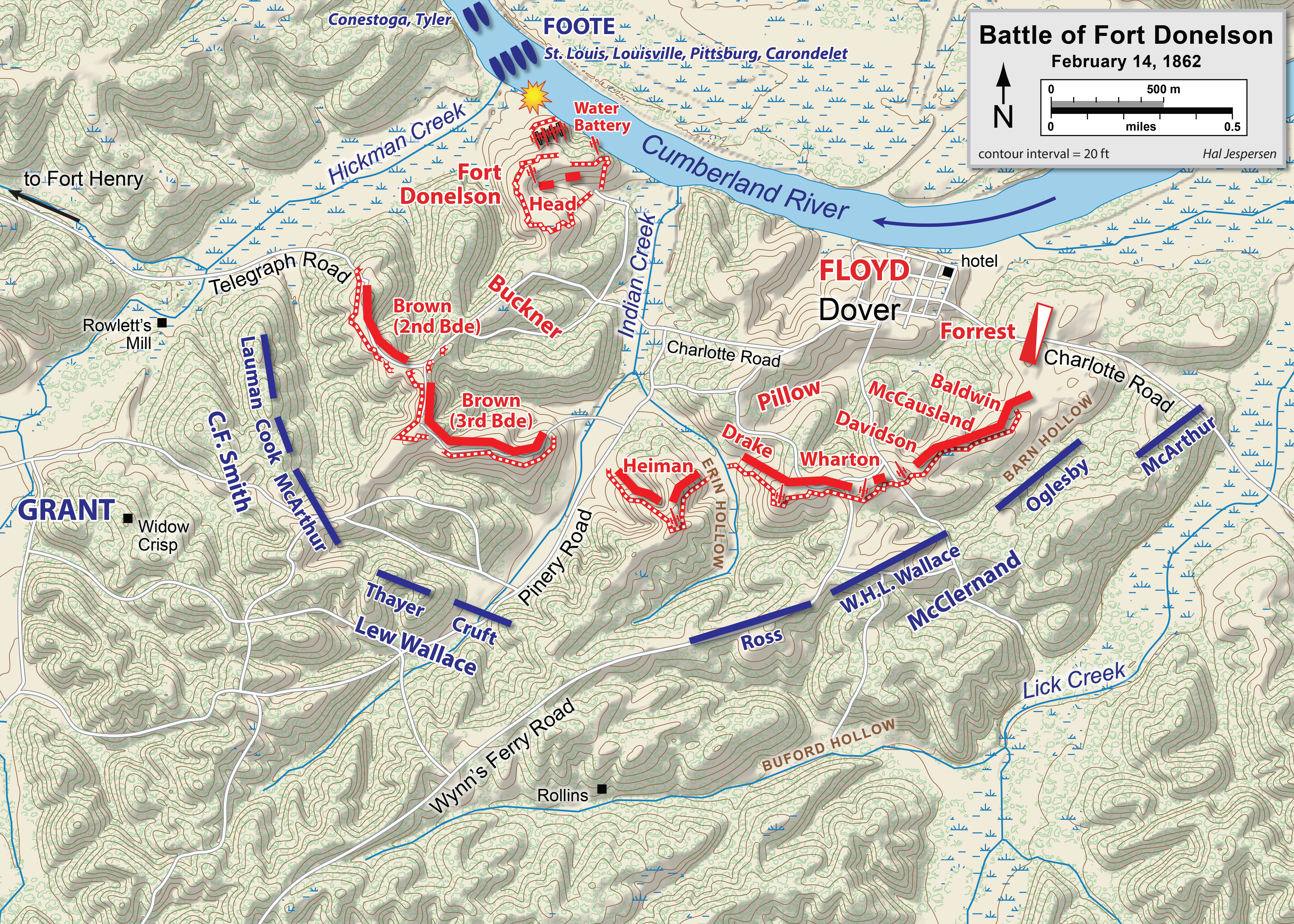
Situation le 14 février 1862-.

Les renforts nordistes prennent position au centre, entre les divisions McClernand et Smith. Il s'agit de la division Wallace, avec les brigades Thayer et Cruft.
Dans l'après-midi, les cuirassés fluviaux attaquent le fort. Ils sont organisés en deux lignes, les timberclads laissant devant les ironclads.
Les Confédérés attendent que les assaillants soient à moins de quatre cents mètres de leurs canons pour riposter. Ils vont tirer environ cinq cents coups et endommager trois des cuirassés. L'USS St Louis est touché 59 fois. Son gouvernail endommagé, il dérive vers l'aval. L'USS Louisville, touché par trente-six projectiles, est à son tour désemparé ; l'USS Pittsburg est à son tour mis hors de combat, victime de la technique sudiste de tir à ricochet : les projectiles frappent leur cible à hauteur d'eau et causent des voies d'eau. L'USS Carondelet sera touché 54 fois pour sa part mais combattra jusqu'au retrait des navires nordistes, étant le dernier à quitter le lieu du combat.
Du côté sudiste, peu de dégâts, aucune perte. Les marins de l'Union, en revanche, ont huit morts et 44 blessés.

### 15 février

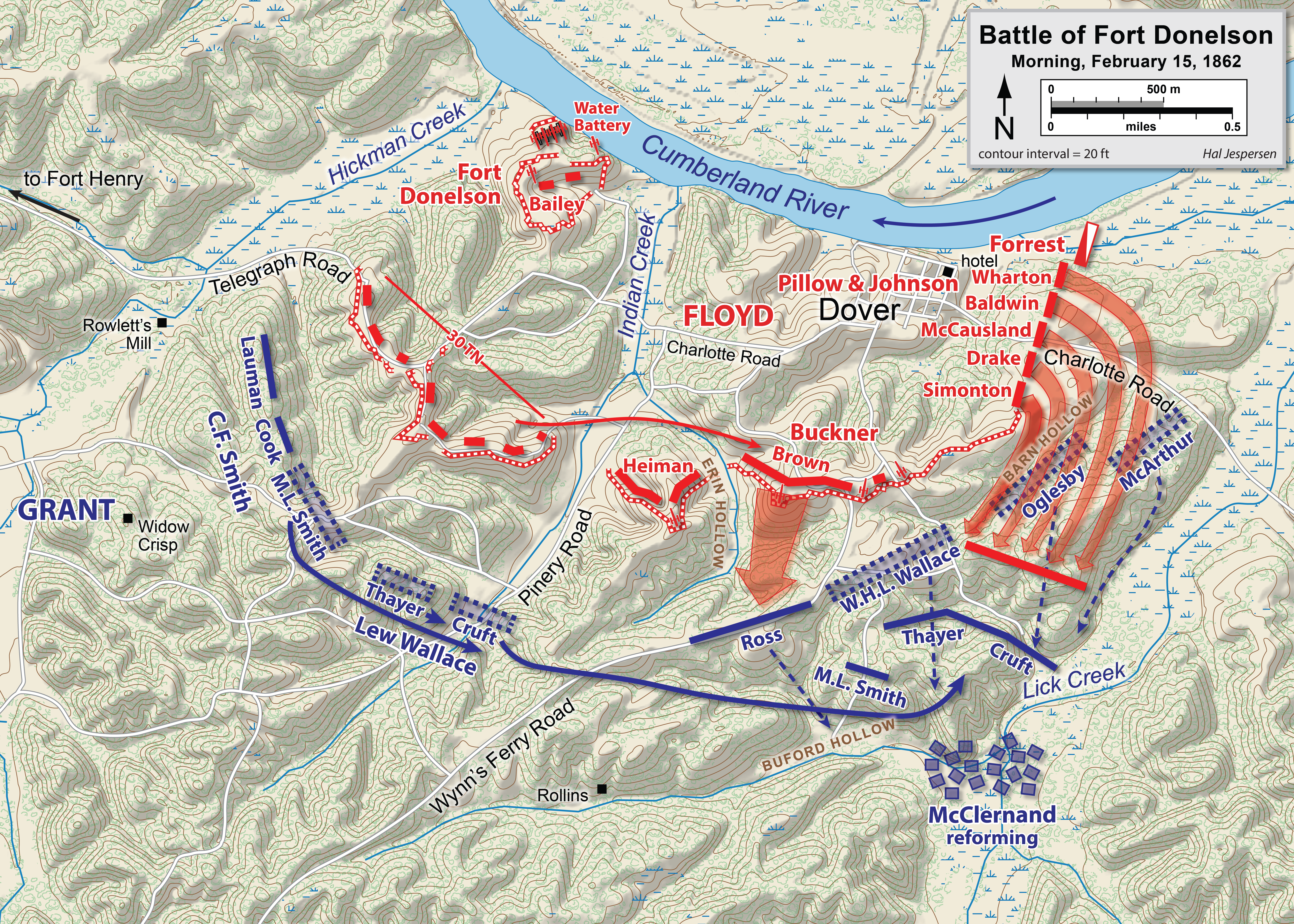
Situation au 15 février 1862-, matin

#### Tentative d'évacuation sudiste
Leur succès contre l'escadre nordiste n'avait pas convaincu les sudistes de leur capacité à résister plus longtemps. Ils décidèrent d'effectuer une percée au matin.
Leur plan consistait à percer l'aile droite nordiste puis à faire retraite vers l'est, vers les territoires où d'autres forces confédérées pourraient les couvrir. La division de Buckner devait attaquer de son côté et servir ensuite d'arrière-garde dans la retraite. Un de ses régiments, le 30e Tennessee, devait rester pour tenir les tranchées et occuper les nordistes.

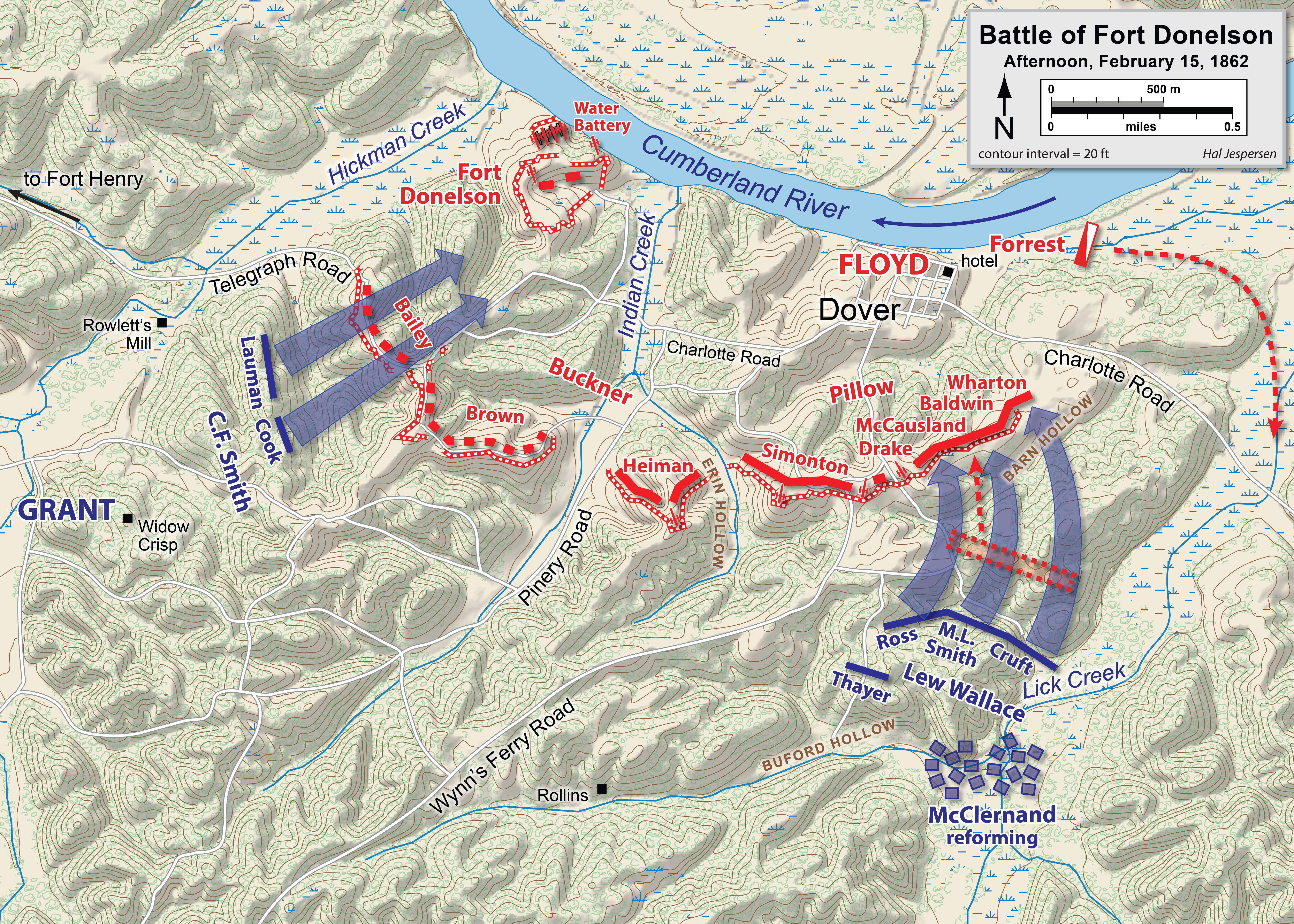
Situation au 15 février 1862-, après-midi.

L'attaque fut tout d'abord victorieuse, et pour deux raisons; la première était la fatigue des troupes nordistes due aux intempéries et à l'absence d'abris où pouvoir se reposer, la seconde que Grant avait rejoint l'escadre des cuirassés pour conférer avec son chef, Foote. Il avait laissé des ordres pour qu'aucune action ne soit engagée sans son accord, mais il n'avait pas prévu d'intérim pendant son absence.
Les sudistes attaquèrent l'extrême droite de la ligne nordiste, que les cavaliers de Forrest, combattant à pied, assaillent de flanc. Les forces nordistes reculent, vers l'ouest, de deux à trois kilomètres, et ouvrent un passage le long de la rivière. Vers midi, la ligne nordiste a réussi à se stabiliser.
Vers 13 heures, Grant est de retour et organise la contre-attaque. C'est à ce moment que Floyd estime qu'il vaut mieux que ses troupes regagnent leur point de départ.

#### Assauts nordistes
Grant lance plusieurs attaques. Sur sa gauche, il fait attaquer Smith avec deux brigades, faisant valoir que les sudistes combattaient sac au dos, ce qui trahissait leur intention de fuir et donc qu'il ne devait pas rester beaucoup de défenseurs devant lui.
Sur la rivière, il demande à Foote de reprendre le bombardement du fort pour occuper les sudistes de ce côté.
Sur son aile droite, une colonne d'attaque de trois brigades, couverte sur chaque flanc par une autre brigade, charge les assaillants sudistes.
Au soir, les nordistes ont pris pied sur les retranchements défendus par le 30e Tennessee, mais n'ont pu aller plus avant, rencontrant les sudistes qui regagnaient leurs positions. Sur leur aile droite, les nordistes ont reconquis le terrain perdu.

### Capitulation, 16 février
Côté Confédérés, les généraux Floyd et Pillow ont télégraphié la nouvelle de leur « victoire ». Ensuite, ils passent le commandement au général Buckner et quittent le fort. Ce dernier pense être en mesure de résister trente minutes à un nouvel assaut et envisage 75 % de pertes parmi les défenseurs.
Au matin du dimanche 16, le général Buckner demande un armistice. La réponse de Grant est brutale : « ...votre courrier de ce jour proposant un armistice et l'établissement de commissions pour discuter des termes de la reddition vient de me parvenir. Aucune condition autre qu'une capitulation sans condition et immédiate ne saurait être acceptée. Je me propose d'occuper immédiatement vos positions... ». Cette réponse lui vaudra son surnom de « Unconditionnal Surrender », jeu de mots avec les initiales de ses prénoms, « US », par allusion à Uncle Sam et United States (Grant était surnommé Sam).
Nathan B. Forrest refuse pour sa part de capituler et réussit, avec ses cavaliers, à percer discrètement les lignes nordistes, passant à gué le Lick Creek en crue.

## Conséquences
La prise de Fort Donelson est la première victoire majeure du Nord pendant le conflit. On fera carillonner les cloches des églises et tirer des feux d'artifice. Dans le Sud, la perte est durement ressentie. Tout le Kentucky et une bonne partie du Tennessee sont maintenant aux mains des nordistes. Le président Jefferson Davis admettra : « Events have cast on our arms and hopes the gloomiest of shadows (Les événements ont jeté sur nos armes et nos espoirs la plus sombre des ombres) ». Dans les vallées du Tennessee et du Cumberland l'armée sudiste a perdu la valeur d'un corps d'armée.
Le 25 février, c'est Nashville qui est occupée par les nordistes. Évacuée par les troupes de Johnston, la ville est la première capitale d'un des États confédérés à tomber. Cependant, les autres armées nordistes ne seront pas capables de saisir l'opportunité de cette déstabilisation du front sudiste.
Les forces sudistes sont obligées de reculer vers le sud. Elles ont perdu à peu près un tiers de leur effectif et le restant se trouve divisé en deux parties, séparées de trois cents kilomètres, avec une armée nordiste entre elles. Une conséquence indirecte est l'évacuation de Columbus, sur le Mississippi, aile gauche du dispositif confédéré. Cette place forte, surnommée le « Gibraltar du Mississippi », était le verrou qui protégeait Memphis puis Vicksburg. Évacuée, elle autorise les forces fédérales à couper en deux le territoire de la Confédération en prenant possession de la navigation sur le Mississippi.
Cette bataille a aussi montré la valeur des opérations combinées entre marine et armée de terre.